# Bahnbetriebswerk Röblingen am See
Das Bahnbetriebswerk (Bw) Röblingen am See lag an der Bahnstrecke Halle–Hann. Münden und bestand von 1876 bis 1992.
Der Streckenabschnitt von Halle (Saale) nach Eisleben der Halle-Casseler-Eisenbahn, an dem der kleine Ort Röblingen am See – früher Oberröblingen am See – liegt, wurde am 1. September 1865 eröffnet. Bereits im Jahre 1872 sah sich die Preußische Staatseisenbahn auf Grund der Neigungsverhältnisse zwischen Oberröblingen am See und Sangerhausen gezwungen, dort eine Schiebelokstation einzurichten.
Nach vierjähriger Bauzeit wurden die Anlagen im Jahre 1876 mit einem dreiständigen Lokschuppen und zwei Lokomotiven dem Betrieb übergeben. Hauptsächlich waren hier Dampflokomotiven der Gattungen T 3, T 9.2, T 9.3, T 12, T 14, T 16, T 16.1, preußische und badische G12 sowie die Baureihen 03.2, 23.10, 44.0, 50.0, 52.1, 52.80, 58.30, 83.10 und 86 stationiert. Am 2. April 1973 kam die erste Großdiesellokomotive in Form der 131 009 in das Bw. Die Lokomotiven dieser Baureihen waren hier bis zur Auflösung der Dienststelle beheimatet. In unterschiedlich großen Stückzahlen waren weitere Diesellokomotiven der Baureihen 101, 106, 110, 111 und 112 hier beheimatet. Im Jahre 1992 wurde das Bahnbetriebswerk Röblingen am See als selbstständige Dienststelle aufgelöst und dem Bw Halle G unterstellt. 1997 endete der Betrieb endgültig und das Bw wurde geschlossen. Die Gleisanlagen sind weitgehend abgebaut. Die Bausubstanz war bis September 2007 noch gut auszumachen und erinnerte an über 120 Jahre Eisenbahntradition in Röblingen am See. Im Oktober 2007 wurden die baulichen Anlagen abgerissen.